# تامار کاپرلیان
تامار کاپرلیان (یا گابرلیان) (ارمنی: Թամար Գաբրելեան؛ انگلیسی: Tamar Kaprelian؛ زاده ۲۸ اکتبر ۱۹۸۶) خواننده ارمنی‌تبار اهل ایالات متحده آمریکا است.
او عضو گروه جنلوجی است.
در تاریخ ۲۸ آوریل ۲۰۱۵ به همراه دیگر اعضای خارجی گروه جنلوجی، وی نیز گذرنامه ارمنستان از رئیس‌جمهور سرژ سرکیسیان دریافت نمود.